# Пленція
Пленція, Пленсія (баск. Plentzia (офіційна назва), ісп. Plencia) — муніципалітет в Іспанії, у складі автономної спільноти Країна Басків, у провінції Біская. Населення — 4302 особи (2009).
Муніципалітет розташований на відстані близько 340 км на північ від Мадрида, 15 км на північ від Більбао.
На території муніципалітету розташовані такі населені пункти: (дані про населення за 2009 рік)
- Чипіо: 686 осіб
- Ісускіса: 921 особа
- Пленція: 2582 особи
- Сарачага: 113 осіб

## Демографія
Динаміка населення (INE ):

## Галерея зображень

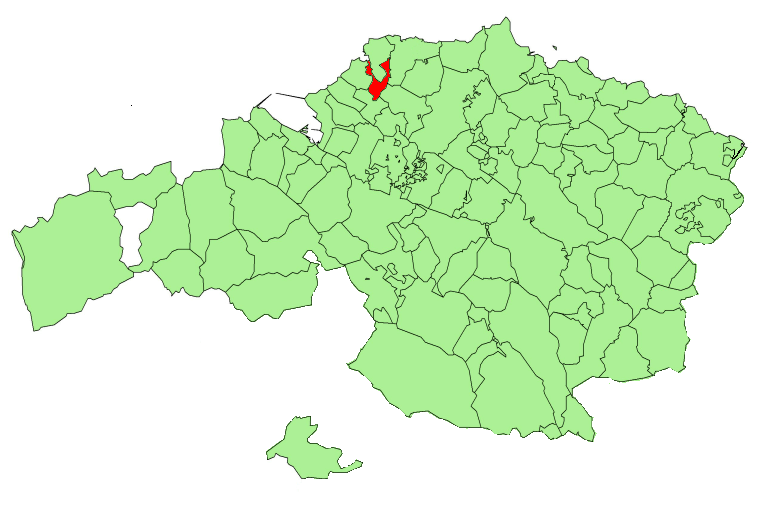
Розташування муніципалітету
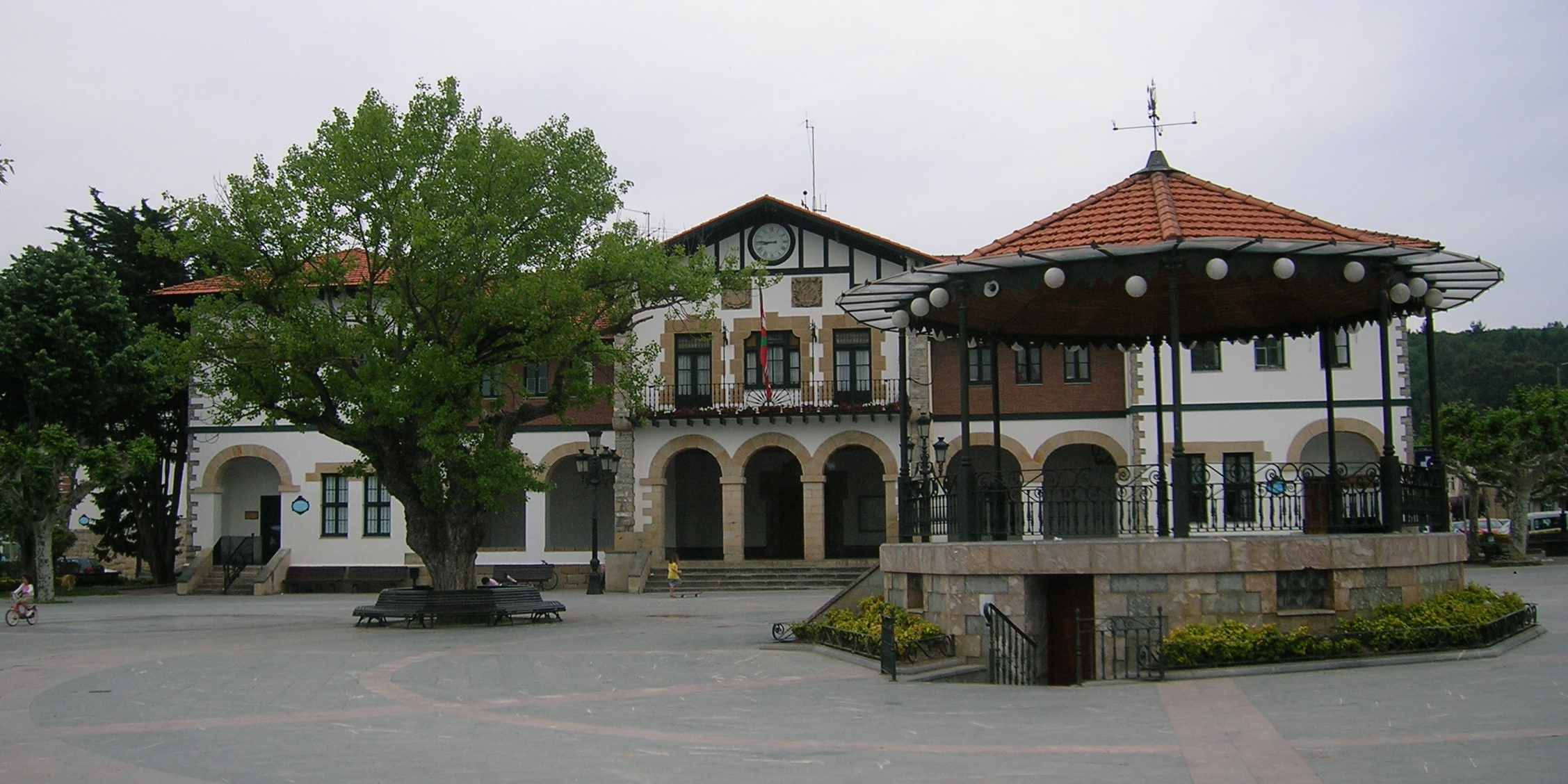
Муніципальна рада
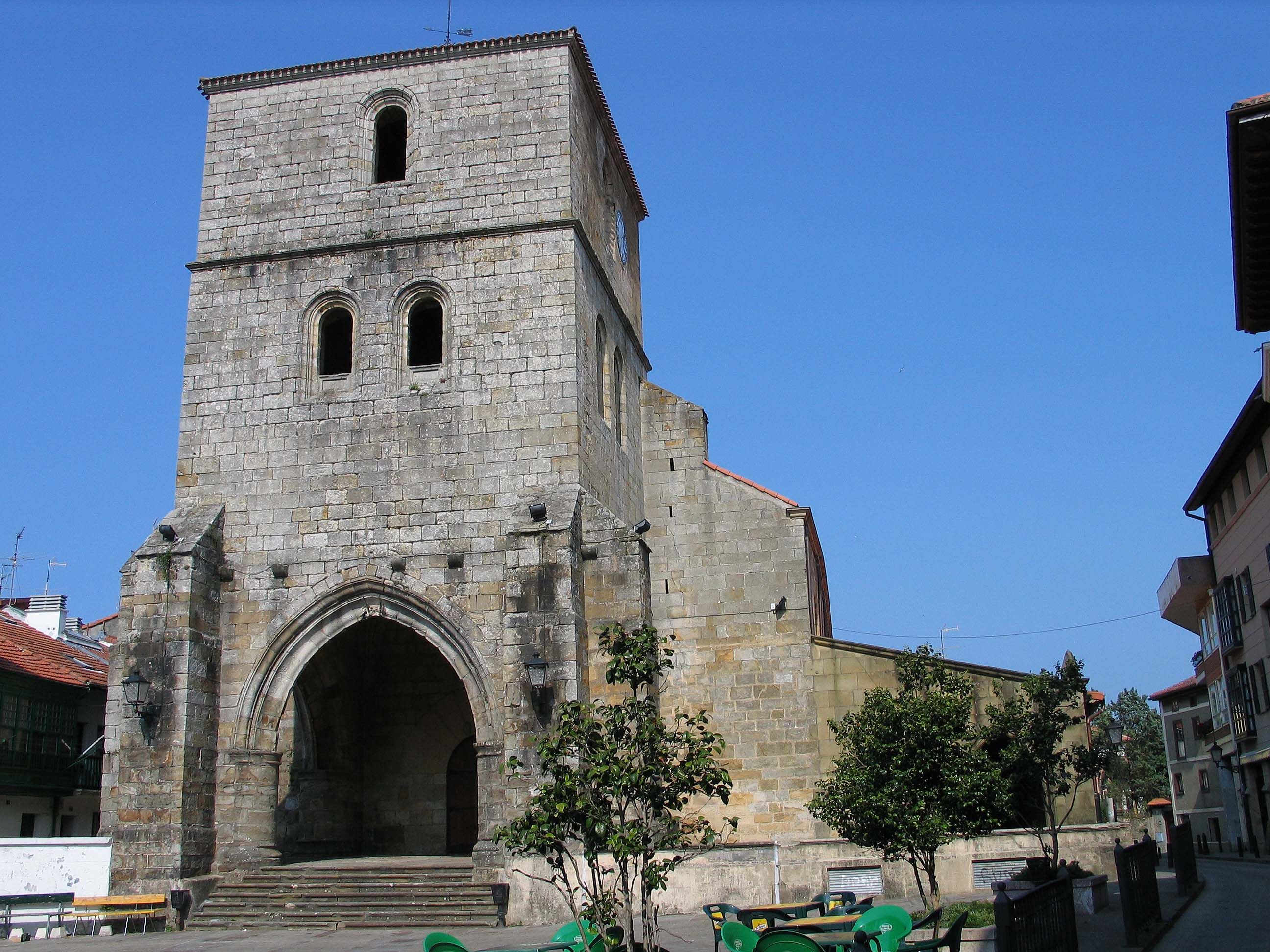
Церква у Пленції